# Список епізодів телесеріалу «Хороший лікар»
«Хороший лікар» (іноді відомий як «Хороший лікар», англ. The Good Doctor) — американський телесеріал Девіда Шора в жанрі медичної драми, заснований на однойменному корейському серіалі 2013 року. Прем'єра шоу відбулася 25 вересня 2017 року на телеканалі ABC.
Талановитий хірург з аутизмом і синдромом саванта починає працювати в престижній клініці, де стикається зі скептичним ставленням з боку пацієнтів і персоналу.

## Сезони
| Сезон | Епізоди | Епізоди | Оригінальний показ | Оригінальний показ |
| Сезон | Епізоди | Епізоди | Перший показ       | Останній показ     |
| ----- | ------- | ------- | ------------------ | ------------------ |
| 1     | 18      | 18      | 25 вересня 2017    | 26 березня 2018    |
| 2     | 18      | 18      | 24 вересня 2018    | 11 березня 2019    |
| 3     | 20      | 20      | 23 вересня 2019    | 30 березня 2020    |
| 4     | 20      | 20      | 2 листопада 2020   | 7 червня 2021      |
| 5     | 18      | 18      | 27 вересня 2021    | 16 травня 2022     |
| 6     | 22      | 22      | 3 жовтня 2022      | 1 травня 2023      |
| 7     | 10      | 10      | 20 лютого 2024     | 21 травня 2024     |

### Сезон 1 (2017—2018)
Талановитий хірург з аутизмом і синдромом саванта починає працювати в престижній клініці, де стикається зі скептичним ставленням з боку пацієнтів і персоналу.
| № | #  | Назва                                        | Режисер             | Сценарист                        | Перший ефір у США |
| --- | -- | -------------------------------------------- | ------------------- | -------------------------------- | ----------------- |
| 1 | 1  | «Тхнуло горілим» «Burnt Food»                | Сет Гордон          | Девід Шор                        | 25 вересня 2017   |
| Молодий хірург з аутизмом переїжджає до Каліфорнії, щоб завершити підготовку, і своїми винятковими навичками долає скептицизм колег.                                     |    |                                              |                     |                                  |                   |
| 2 | 2  | «Гора Рашмор» «Mount Rushmore»               | Майк Лісто          | Девід Шор                        | 2 жовтня 2017     |
| Коли через упередженість щодо аутизму Шон змушений відсиджуватися на лаві запасних у лікарні Сент-Бонавентура, колеги не цураються присвоїти собі його ідеї.             |    |                                              |                     |                                  |                   |
| 3 | 3  | «Олівер» «Oliver»                            | Джон Дал            | Вільям Ротко                     | 9 жовтня 2017     |
| Шон і Клер вдаються до імпровізації, аби вберегти печінку для пересадки. Водночас Маркуса змушують співпрацювати з Нілом над плановою операцією заможного пацієнта.      |    |                                              |                     |                                  |                   |
| 4 | 4  | «Труби» «Pipes»                              | Стівен Депол        | Томас Л. Моран                   | 16 жовтня 2017    |
| Ніл наважується на ризик, щоб урятувати матір із ненародженою дитиною, через що в лікарні виникають юридичні проблеми. Шон і Клер лікують зірку кіно «для дорослих».     |    |                                              |                     |                                  |                   |
| 5 | 5  | «Три десятих відсотка» «Point Three Percent» | Ларрі Тен           | Девід Гозелтон                   | 23 жовтня 2017    |
| Шон підозрює, що хлопчику помилково діагностували рак. Алергічна реакція пацієнта викриває давню прогалину в його стосунках із сином.                                    |    |                                              |                     |                                  |                   |
| 6 | 6  | «Не фальшива, справжня» «Not Fake»           | Майкл Патрік Янн    | Сімран Байдван                   | 30 жовтня 2017    |
| Шон і Клер планують процедуру, що може врятувати ногу й життя молодому нареченому, та для цього близьким пацієнта доведеться знайти одне з одним спільну мову.           |    |                                              |                     |                                  |                   |
| 7 | 7  | «22 кроки» «22 Steps»                        | Девід Стрейтон      | Йоганна Лі                       | 13 листопада 2017 |
| Шон стикається з упередженістю в неочікуваній ситуації — коли в нього з’являється пацієнт з аутизмом. Джаред мусить змиритися з межами своїх можливостей як хірурга.     |    |                                              |                     |                                  |                   |
| 8 | 8  | «Яблуко» «Apple»                             | Нестор Карбонелл    | Девід Рено                       | 20 листопада 2017 |
| Через проблеми Шона зі спілкуванням під час пограбування життя опиняються під загрозою. Після травматичного для Шона дня Аарон хвилюється, що допомагає недостатньо.     |    |                                              |                     |                                  |                   |
| 9 | 9  | «Нюанси» «Intangibles»                       | Бронвен Г'юз        | Карен Страк                      | 27 листопада 2017 |
| Ніл відчуває тиск, коли потрібно врятувати життя тяжко хворого хлопчика. Через загублений зразок тканини матір може потрапити на непотрібну операцію.                    |    |                                              |                     |                                  |                   |
| 10 | 10 | «Жертва» «Sacrifice»                         | Майкл Патрік Янн    | Ллойд Гілярд мл.                 | 4 грудня 2017     |
| Новий лікар, який спершу здається чарівним, ставить команду хірургів у незручне становище. Шон і Ніл лікують професійного геймера.                                       |    |                                              |                     |                                  |                   |
| 11 | 11 | «Острови. Частина перша» «Islands Part One»  | Білл Д'Еліа         | Томас Л. Моран, Вільям Ротко     | 8 січня 2018      |
| Маркус залучає Ніла до пересадки нирки від однієї близнючки до іншої, і операція потребує особливої обережності. Шона починає долати тиск на роботі.                     |    |                                              |                     |                                  |                   |
| 12 | 12 | «Острови. Частина друга» «Islands Part Two»  | Шері Ноулен         | Томас Л. Моран, Вільям Ротко     | 15 січня 2018     |
| Після операції в близнючок виникають ускладнення, через що команда вдається до критичного рішення. Шон робить несподівану заяву.                                         |    |                                              |                     |                                  |                   |
| 13 | 13 | «Сім причин» «Seven Reasons»                 | Майк Лісто          | Девід Шор, Девід Гозелтон        | 22 січня 2018     |
| Шон підозрює, що пацієнт бреше про причину травми. Особисте життя Ніла може мати негативні наслідки для його пацієнтів.                                                  |    |                                              |                     |                                  |                   |
| 14 | 14 | «Вона» «She»                                 | Сет Гордон          | Сімран Байдван                   | 5 лютого 2018     |
| Шон і Джаред сперечаються щодо того, як лікувати рак у дитини. Клер і схильний до суперництва новий ординатор мають разом урятувати батька-одинака від супербактерії.    |    |                                              |                     |                                  |                   |
| 15 | 15 | «Від щирого серця» «Heartfelt»               | Реджина Кінг        | Томас Л. Моран, Йоганна Лі       | 26 лютого 2018    |
| Між Шоном і Морґан виникає суперечка щодо операції для виправлення дефекту серця в пацієнтки. Новий ординатор сумнівається в мотивах в’язня, який вирішив стати донором. |    |                                              |                     |                                  |                   |
| 16 | 16 | «Страждання» «Pain»                          | Еллісон Лідді-Браун | Вільям Ротко, Девід Рено         | 12 березня 2018   |
| Коли паралізований чоловік неочіковано починає щось відчувати в ногах, Ніл підозрює, що той може знову ходити. Маркус мусить виправити наслідки невдалої хірургії.       |    |                                              |                     |                                  |                   |
| 17 | 17 | «Усмішка» «Smile»                            | Білл Д'Еліа         | Девід Гозелтон, Карен Штрук      | 19 березня 2018   |
| Клер і Морґан не погоджуються щодо того, як учинити з пацієнткою з викраденою карткою страхування. Шон дружиться з дівчинкою-підлітком, яка готується до операції.       |    |                                              |                     |                                  |                   |
| 18 | 18 | «Більше» «More»                              | Майк Лісто          | Девід Шор, Ллойд Гілярд-молодший | 26 березня 2018   |
| Шон дізнається тривожні новини про здоров’я Аарона. Команда намагається дізнатися правду про травми учениці коледжу.                                                     |    |                                              |                     |                                  |                   |

### Сезон 2 (2018—2019)
Налагоджуючи особисті стосунки з людьми, Шон продовжує користуватися своїм незвичайним даром, щоб допомогти пацієнтам.
| № | #  | Назва                                                       | Режисер             | Сценарист                               | Перший ефір у США |
| --- | -- | ----------------------------------------------------------- | ------------------- | --------------------------------------- | ----------------- |
| 19 | 1  | «Привіт» «Hello»                                            | Майк Лісто          | Фредді Гаймор                           | 24 вересня 2018   |
| Шон пропонує новий план лікування бездомного пацієнта, чим привертає увагу Маркуса до себе й Джереда. Клер наполягає на проведенні ризикованої операції на серці. |    |                                                             |                     |                                         |                   |
| 20 | 2  | «Посередині» «Middle Ground»                                | Стів Робін          | Девід Шор                               | 1 жовтня 2018     |
| Шон виступає проти Ніла, Одрі ризикує отримати позов, а Аарон вимагає самостійності у виборі хірурга для власної операції.                                        |    |                                                             |                     |                                         |                   |
| 21 | 3  | «36 годин» «36 Hours»                                       | Ларрі Тен           | Томас Л. Моран                          | 8 жовтня 2018     |
| Клер сперечається з Маркусом щодо робочих годин і разом із Нілом лікує пацієнтку від безпліддя. Шон обіцяє допомогти Аарону одужати.                              |    |                                                             |                     |                                         |                   |
| 22 | 4  | «Нічого не вдієш» «Tough Titmouse»                          | Стівен Депол        | Девід Гозелтон                          | 15 жовтня 2018    |
| Шон згадує минуле, щоб допомогти підлітку. Клер опиняється між пораненим альпіністом і тривогою власних батьків. Аарон стикається з особистою трагедією.          |    |                                                             |                     |                                         |                   |
| 23 | 5  | «Спробуй пряником» «Carrots»                                | Шарат Раджу         | Ліз Фрідман                             | 29 жовтня 2018    |
| Пацієнт прохає Шона й Алекса зберегти таємницю від його чоловіка. Клер і Ніл сваряться щодо методів лікування жінки, якій потрібна операція на серці.             |    |                                                             |                     |                                         |                   |
| 24 | 6  | «Двошаровий (або не двошаровий)» «Two-Ply (or Not Two-Ply)» | Тара Ніколь Вейр    | Сімран Байдван                          | 5 листопада 2018  |
| Шон і Морган не погоджуються щодо того, наскільки серйозна інфекція пальця скрипальки. Клер заводить дружбу з молодою пацієнткою із загадковою хворобою.          |    |                                                             |                     |                                         |                   |
| 25 | 7  | «Г'юберт» «Hubert»                                          | Марісоль Адлер      | Девід Рено                              | 12 листопада 2018 |
| Клер намагається полегшити біль колишньої однокласниці з термінальною хворобою. Шон і Морган обговорюють умови пересадки органів між двома впертими братами.      |    |                                                             |                     |                                         |                   |
| 26 | 8  | «Історії» «Stories»                                         | Майкл Патрік Янн    | Сал Каллерос                            | 19 листопада 2018 |
| Пацієнтка змушена розкрити таємницю своєму чоловікові. Ніл, Морган й Алекс намагаються вилікувати хлопчика, батьки якого виступають проти щеплень.                |    |                                                             |                     |                                         |                   |
| 27 | 9  | «Співчуття» «Empathy»                                       | Джоанна Кернс       | Карен Штрук                             | 26 листопада 2018 |
| Ніл, Морган і Клер шоковані проханням пацієнта — він хоче операцію, яка завадить йому втілити в життя педофільні бажання.                                         |    |                                                             |                     |                                         |                   |
| 28 | 10 | «Карантин» «Quarantine»                                     | Майк Лісто          | Ліз Фрідман, Ллойд Гілярд мл.           | 3 грудня 2018     |
| Шон й Одрі лікують двох пацієнтів із симптомами інфекції, що передається повітряно-крапельним шляхом. Тим часом персонал намагається убезпечити решту хворих.     |    |                                                             |                     |                                         |                   |
| 29 | 11 | «Карантин. Частина друга» «Quarantine Part Two»             | Майк Лісто          | Сімран Байдван, Сімран Байдван          | 14 січня 2019     |
| Лікарня закрита на карантин, тож Шон приголомшений хаосом і шумом. Тим часом Морган намагається зберегти життя своїх пацієнтів.                                   |    |                                                             |                     |                                         |                   |
| 30 | 12 | «Опісля» «Aftermath»                                        | Дон Вілкінсон       | Томас Л. Моран                          | 21 січня 2019     |
| Персонал лікарні намагається повернутися до нормального життя після карантину. Одрі намагається вилікуватися від вірусу й налагодити нові стосунки.               |    |                                                             |                     |                                         |                   |
| 31 | 13 | «Справи сердечні» «Xin»                                     | Девід Стрейтон      | Браян Сін                               | 28 січня 2019     |
| Одна пацієнтка цікавить Шона й Морган. Ніл, Клер і Алекс намагаються врятувати жінку зі штучним серцем.                                                           |    |                                                             |                     |                                         |                   |
| 32 | 14 | «Обличчя» «Faces»                                           | Еллісон Лідді-Браун | Девід Гозелтон                          | 4 лютого 2019     |
| Маркус намагається переконати сім’ю в скорботі пожертвувати обличчя їхньої дочки дівчині, яка постраждала в результаті аварії.                                    |    |                                                             |                     |                                         |                   |
| 33 | 15 | «Ризик і винагорода» «Risk and Reward»                      | Фредді Гаймор       | Ліз Фрідман, Девід Гозелтон             | 18 лютого 2019    |
| Чесність Шона з пригніченою матір’ю важкохворої новонародженої змушує нового головного хірурга сумніватися, чи залишити його працювати ординатором.               |    |                                                             |                     |                                         |                   |
| 34 | 16 | «Віра» «Believe»                                            | Алрік Райлі         | Сал Каллерос, Карен Штрук               | 25 лютого 2019    |
| Новий головний хірург вважає, що від Шона більше проблем, аніж користі, та намагається заборонити йому доступ в операційну.                                       |    |                                                             |                     |                                         |                   |
| 35 | 17 | «Розпад» «Breakdown»                                        | Майк Лісто          | Томас Л. Моран, Ллойд Гілярд-молодший   | 4 березня 2019    |
| Шон не може провести разом із командою небезпечну процедуру видалення пухлини, тож натомість він з’ясовує причину травм немовляти.                                |    |                                                             |                     |                                         |                   |
| 36 | 18 | «Трамплін» «Trampoline»                                     | Девід Шор           | Девід Шор, Девід Гозелтон, Марк Роузман | 11 березня 2019   |
| Через бійку в барі Шон опиняється в лікарні. Алекс і Морган не погоджуються щодо післяопераційних симптомів пацієнтки. Ніл та Одрі оприлюднюють свій роман.       |    |                                                             |                     |                                         |                   |

### Сезон 3 (2019—2020)
Шон наполягає на радикальній операції, щоб урятувати життя молодятам. Крім того, він і лікарка Левер пробують зустрічатися.
| № | #  | Назва                                      | Режисер             | Сценарист                       | Перший ефір у США |
| --- | -- | ------------------------------------------ | ------------------- | ------------------------------- | ----------------- |
| 37 | 1  | «Катастрофа» «Disaster»                    | Майк Лісто          | Девід Шор                       | 23 вересня 2019   |
| Шон пропонує складну операцію, щоб урятувати пацієнтці життя. Морґан й Алекс суперничають за право провести операцію літній жінці хворій на рак.                         |    |                                            |                     |                                 |                   |
| 38 | 2  | «Борги» «Debts»                            | Майк Лісто          | Пітер Ноа                       | 30 вересня 2019   |
| Шон проводить експериментальну операцію на щелепі. Деббі просить Аарона поцікавитися особистим життям Шона.                                                              |    |                                            |                     |                                 |                   |
| 39 | 3  | «Клер» «Claire»                            | Еллісон Лідді-Браун | Ліз Фрідман, Трейсі Тейлор      | 7 жовтня 2019     |
| У Клер виникають складнощі під час підготовки до проведення першої операції. Персонал має обробити рани рибалки, не пошкодивши його трофей.                              |    |                                            |                     |                                 |                   |
| 40 | 4  | «Візьми мене за руку» «Take My Hand»       | Тара Ніколь Вейр    | Доріс Іган                      | 14 жовтня 2019    |
| Прихильник теорій змов наполягає, що йому необхідна операція на печінці через отруєння. Клер, Морґан і Ніл лікують жінку з гострим апендицитом.                          |    |                                            |                     |                                 |                   |
| 41 | 5  | «Перша операція» «First Case, Second Base» | Ребекка Молін       | Девід Гозелтон                  | 21 жовтня 2019    |
| Шон уперше головує на операції. Дізнавшись дещо нове про Деббі, Аарон починає думати, що їхні стосунки приречені.                                                        |    |                                            |                     |                                 |                   |
| 42 | 6  | «Під кутом 45 градусів» «45-Degree Angle»  | Стів Робін          | Сал Каллерос                    | 4 листопада 2019  |
| Шона відволікають перед апендектомією. Алекс і Ніл готуються до складної процедури. Аарону доводиться приймати важке кадрове рішення.                                    |    |                                            |                     |                                 |                   |
| 43 | 7  | «СДСП» «SFAD»                              | Алрік Райлі         | Джессіка Грасл                  | 11 листопада 2019 |
| Новий пацієнт змушує Ніла й Клер поглянути у вічі власному горю. Підхід до роботи, який демонструє Деббі, стає випробуванням для Аарона.                                 |    |                                            |                     |                                 |                   |
| 44 | 8  | «Запуск» «Moonshot»                        | X. Дін Лім          | Девід Рено                      | 18 листопада 2019 |
| Романтичні наміри Карлі щодо Шона засмучують їх обох. Тим часом Одрі й Ніл намагаються розділити особисте й професійне життя.                                            |    |                                            |                     |                                 |                   |
| 45 | 9  | «Неповне» «Incomplete»                     | Марісоль Адлер      | Браян Сін                       | 25 листопада 2019 |
| Шон готується зробити наступний крок у стосунках із Карлі. Молодий пацієнт мусить наважитися на лікування, яке може коштувати йому життя.                                |    |                                            |                     |                                 |                   |
| 46 | 10 | «Друзі та сім’я» «Friends and Family»      | Майк Лісто          | Томас Л. Моран                  | 2 грудня 2019     |
| Шон відвідує смертельно хворого батька. Тим часом Ніл, Алекс, Морґан і Клер лікують футболіста з травмою спини.                                                          |    |                                            |                     |                                 |                   |
| 47 | 11 | «Перелом» «Fractured»                      | Гері Гоувз          | Марк Роузман                    | 13 січня 2020     |
| Шон намагається розібратися зі своїми почуттями до Карлі й Лії. Клер черпає сили зі свого минулого. Маркусу доводиться оперувати жінку, яка відмовляється від анестезії. |    |                                            |                     |                                 |                   |
| 48 | 12 | «Мутації» «Mutations»                      | Нестор Карбонелл    | Ліз Фрідман, Трейсі Тейлор      | 20 січня 2020     |
| На лікування до Карлі й Шона потрапляє марафонець із загадковими симптомами. Клер не полишає надії врятувати підлітка з рецидивом пухлини мозку.                         |    |                                            |                     |                                 |                   |
| 49 | 13 | «Секс і смерть» «Sex and Death»            | Стівен Депол        | Доріс Іган                      | 27 січня 2020     |
| Сімейні чвари спливають на поверхню, коли до лікарні Сент-Бонавентура приїздить матір Морґан. Шон усвідомлює, що їм із Карлі є над чим працювати.                        |    |                                            |                     |                                 |                   |
| 50 | 14 | «Вплив» «Influence»                        | Барбара Браун       | Пітер Ноа, Девід Шор            | 10 лютого 2020    |
| Шону не подобається перспектива прославитися. Клер, Алекс і Ніл лікують матір і дочку, між яким існує дивовижний зв’язок.                                                |    |                                            |                     |                                 |                   |
| 51 | 15 | «Несказане» «Unsaid»                       | Майк Лісто          | Сал Каллерос, Томас Л. Моран    | 17 лютого 2020    |
| Доки Ніл відбивається від звинувачень у фаворитизмі, Шон пропонує інноваційний хірургічний підхід, щоб подарувати юнаку здатність розмовляти.                            |    |                                            |                     |                                 |                   |
| 52 | 16 | «Розтин» «Autopsy»                         | Фредді Гаймор       | Девід Гозелтон                  | 24 лютого 2020    |
| Шон із головою поринає в роботу, а Клер і Морґан змушені об’єднати зусилля, щоб вилікувати неврологічні симптоми студента коледжу.                                       |    |                                            |                     |                                 |                   |
| 53 | 17 | «Фіксація» «Fixation»                      | Ліза Демейн         | Джессіка Грасл, Деббі Езер      | 2 березня 2020    |
| Шон не відпускає Лію. Алекс намагається возз’єднатися зі своїм сином. Команда обстежує молоду жінку з загадковими симптомами.                                            |    |                                            |                     |                                 |                   |
| 54 | 18 | «Розбите серце» «Heartbreak»               | Стівен Депол        | Томас Л. Моран, Девід Рено      | 9 березня 2020    |
| Доки Шон переживає особисту втрату, Морґан стикається зі складним кар’єрним рішенням. Між Маркусом й Одрі спалахують чвари через бажання пацієнта.                       |    |                                            |                     |                                 |                   |
| 55 | 19 | «Біль» «Hurt»                              | Майк Лісто          | Ліз Фрідман, Адам Скотт Уайзман | 23 березня 2020   |
| Коли на місцевій пивоварні стається землетрус, уся команда лікарні Сент-Бонавентура працює на межі можливостей, рятуючи життя пацієнтів і… своїх колег.                  |    |                                            |                     |                                 |                   |
| 56 | 20 | «Я люблю тебе» «I Love You»                | Девід Шор           | Девід Гозелтон, Девід Шор       | 30 березня 2020   |
| У другій частині фінального випуску сезону команда лікарів рятує життя пацієнтів, працюючи наввипередки з часом і всупереч небезпеці для власного життя.                 |    |                                            |                     |                                 |                   |

### Сезон 4 (2020—2021)
Оскільки COVID-19 стає причиною численних проблем, відносини Шона й Леї зазнають випробування, а Клер намагається подолати власне горе.
| № | #  | Назва                                                     | Режисер          | Сценарист                          | Перший ефір у США |
| --- | -- | --------------------------------------------------------- | ---------------- | ---------------------------------- | ----------------- |
| 57 | 1  | «Передова. Частина перша» «Frontline Part 1»              | Майк Лісто       | Ліз Фрідман, Девід Шор             | 2 листопада 2020  |
| Коли COVID-19 дістається й до лікарні Сент-Бонавентура, команда робить усе можливе, щоб тримати ситуацію під контролем.                                                   |    |                                                           |                  |                                    |                   |
| 58 | 2  | «Передова. Частина друга» «Frontline Part 2»              | Майк Лісто       | Ліз Фрідман, Девід Шор             | 9 листопада 2020  |
| Через вісім тижнів боротьби із COVID-19 команда лікарні Сент-Бонавентура тішиться маленькими перемогами… й зазнає ще однієї колосальної втрати.                           |    |                                                           |                  |                                    |                   |
| 59 | 3  | «Новачки» «Newbies»                                       | Девід Стрейтон   | Томас Л. Моран, Девід Рено         | 16 листопада 2020 |
| Одрі доручає Шону, Клер й Алексу опікуватися кількома кандидатами на ординатуру. Шон мимоволі ображає Лію.                                                                |    |                                                           |                  |                                    |                   |
| 60 | 4  | «Усе змінилося» «Not the Same»                            | Сара Вейн Келліс | Девід Гозелтон, Адам Скотт Уайзман | 23 листопада 2020 |
| Вагітна двійнею пацієнтка страждає від болю, що змушує Шона й Морґан ухопитися за вкрай неприємне рішення. Шон пропонує Лії знову переїхати до нього.                     |    |                                                           |                  |                                    |                   |
| 61 | 5  | «Провина» «Fault»                                         | Ванесса Парізе   | Пітер Блейк, Марк Роузман          | 30 листопада 2020 |
| Ешер відчуває провину за те, що встановив хибний діагноз. На превеликий подив, Парк і Морґан об’єднують зусилля.                                                          |    |                                                           |                  |                                    |                   |
| 62 | 6  | «Лім» «Lim»                                               | Майк Лісто       | Джессіка Грасл, Трейсі Тейлор      | 11 січня 2021     |
| В Одрі емоційна травма через пандемію COVID-19. Клер пропонує радикальні методи лікування військовому ветерану з ПТСР. Шон оголошує, що більше не хоче викладати.         |    |                                                           |                  |                                    |                   |
| 63 | 7  | «Принцип невизначеності» «The Uncertainty Principle»      | Гері Гоувз       | Доріс Іган                         | 18 січня 2021     |
| Шон дізнається неймовірну правду про Лію, а до лікарні Сент-Бонавентура потрапляють двоє пацієнтів зі складними долями.                                                   |    |                                                           |                  |                                    |                   |
| 64 | 8  | «Батьківство» «Parenting»                                 | Рейчел Лейтерман | Патрісія Карр                      | 25 січня 2021     |
| Шон готується до зустрічі з батьками Лії, команда лікує елітну гімнастку та її тренера, який доводиться їй батьком. Між Клер й Одрі нарешті все залагоджується.           |    |                                                           |                  |                                    |                   |
| 65 | 9  | «Махінації в лікарні» «Irresponsible Salad Bar Practices» | Феліпе Родрігес  | Сем Ченс, Ліз Фрідман              | 15 лютого 2021    |
| Доки команда займається лікуванням двох пацієнтів зі складними історіями, Клер й Одрі наздоганяє розплата. Шон розуміє, що йому подобається нова колега.                  |    |                                                           |                  |                                    |                   |
| 66 | 10 | «Розшифровка» «Decrypt»                                   | Фредді Гаймор    | Томас Л. Моран, Адам Скотт Вайсман | 22 лютого 2021    |
| Доки Морґан шукає донора печінки для пацієнтки, тріатлоністу, який пережив ампутацію, потрібна важка операція, щоб продовжувати збір коштів на онкодослідження.           |    |                                                           |                  |                                    |                   |
| 67 | 11 | «Ми всі часом божевільні» «We're All Crazy Sometimes»     | Майк Лісто       | Девід Гозелтон, Девід Рено         | 8 березня 2021    |
| Аарон розробляє нову процедуру для лікування юнака з хворою спиною. Коли коматозний пацієнт проявляє ознаки життя, Шон і Морґан обмірковують свої наступні дії.           |    |                                                           |                  |                                    |                   |
| 68 | 12 | «Блакитні оченята» «Teeny Blue Eyes»                      | Ребекка Молін    | Пітер Блейк, Марк Роузман          | 22 березня 2021   |
| Дратівливий хірург шукає допомоги в боротьбі зі своїм недоліком, який може коштувати йому кар’єри. Алекс і Морґан сперечаються щодо пацієнта з хронічним болем.           |    |                                                           |                  |                                    |                   |
| 69 | 13 | «Розлите молоко» «Spilled Milk»                           | Сара Вейн Келліс | Джессіка Грасл, Трейсі Тейлор      | 29 березня 2021   |
| Неочікуваний відвідувач змушує Клер копирсатися у своєму минулому. Двоє танцюристів постають перед складним вибором. Алекс і Морґан намагаються поводитися природно.      |    |                                                           |                  |                                    |                   |
| 70 | 14 | «Хлопчик чи дівчинка?» «Gender Reveal»                    | Тім Саутам       | Деббі Езер                         | 19 квітня 2021    |
| Шон і Лія дізнаються стать своєї дитини. Тим часом команда лікує чоловіка, що потай бере участь у боях ММА, і військового пілота, якому раніше встановили хибний діагноз. |    |                                                           |                  |                                    |                   |
| 71 | 15 | «Очікування» «Waiting»                                    | Гері Гоувз       | Девід Гозелтон, Девід Шор          | 26 квітня 2021    |
| Політичний протест закінчується жорстокими сутичками, і команда бореться за життя двох хлопців із вогнепальними пораненнями.                                              |    |                                                           |                  |                                    |                   |
| 72 | 16 | «Доктор Тед» «Dr. Ted»                                    | Анн Рентон       | Патті Карр, Сем Ченс               | 10 травня 2021    |
| У Лії з’являються ускладнення під час вагітності, і Шон не знаходить собі місця від хвилювання. Ашер сперечається з Алексом і Маркусом щодо лікування пацієнта.           |    |                                                           |                  |                                    |                   |
| 73 | 17 | «Час відпустити» «Letting Go»                             | Джеймс Дженн     | Доріс Іган                         | 17 травня 2021    |
| Після втрати Шон занурюється в роботу. Політична діячка, на яку Клер завжди рівнялася, стає її пацієнткою. Маркус зустрічається з колишнім наставником.                   |    |                                                           |                  |                                    |                   |
| 74 | 18 | «Пробачити чи забути» «Forgive or Forget»                 | Лі Фрідлендер    | Томас Л. Моран, Девід Рено         | 24 травня 2021    |
| Шон і Лія йдуть у похід, сподіваючись, що подорож їх трохи розрадить. Алекс і Морґан ламають голови над лікуванням для пацієнта.                                          |    |                                                           |                  |                                    |                   |
| 75 | 19 | «Venga»                                                   | Майк Лісто       | Ліз Фрідман, Джессіка Грасл        | 31 травня 2021    |
| Команда їде до Гватемали, щоб працювати в лікарні в сільській місцевості. Там із численних пацієнтів їм доводиться вибирати, кому ще можна допомогти.                     |    |                                                           |                  |                                    |                   |
| 76 | 20 | «Vamos»                                                   | Майк Лісто       | Пітер Блейк, Девід Шор             | 7 червня 2021     |
| Команда досі у Гватемалі. Перед нею постає надскладне завдання: провести три операції в лікарні, де відключено електроенергію.                                            |    |                                                           |                  |                                    |                   |

### Сезон 5 (2021–2022)
| № | # | Назва                                      | Режисер          | Сценарист                          | Перший ефір у США |
| --- | - | ------------------------------------------ | ---------------- | ---------------------------------- | ----------------- |
| 77 | 1 | «Нові починання» «New Beginnings»          | Майк Лісто       | Ліз Фрідман, Девід Шор             | 27 вересня 2021   |
| Лія планує вечірку на честь заручин. Одинока мати здивована новиною про причину появи раку у свого сина. Команда розбирається з проблемним пацієнтом.  |   |                                            |                  |                                    |                   |
| 78 | 2 | «Просте завдання» «Piece of Cake»          | Тім Саутам       | Трейсі Тейлор, Девід Гозелтон      | 4 жовтня 2021     |
| Матео й Джордан допомагають дівчині возз’єднатися з біологічною матір’ю, а персонал лікарні звикає до роботи під нови керівництвом.                    |   |                                            |                  |                                    |                   |
| 79 | 3 | «Міра інтелекту» «Measure of Intelligence» | Анн Рентон       | Адам Скотт Вайсман, Томас Л. Моран | 11 жовтня 2021    |
| Двом пацієнтам необхідні складні операції, але їхньому проведенню заважають нові правила Сален. Шон відчуває стрес через зміни в лікарні.              |   |                                            |                  |                                    |                   |
| 80 | 4 | «Раціональність» «Rationality»             | Девід Стрейтон   | Пітер Блейк, Трістан Таї           | 25 жовтня 2021    |
| Шону важко знайти спільну мову з батьком пацієнтки. Морґан розмірковує про майбутнє, а Аарон вирушає в подорож.                                        |   |                                            |                  |                                    |                   |
| 81 | 5 | «Божевільня» «Crazytown»                   | Ребекка Молін    | Сем Ченс, Джессіка Грасл           | 1 листопада 2021  |
| Алекс, Джордан і Шон лікують жертву злочину на ґрунті ненависті. Лію тривожать показники задоволення клієнтів Шона, тому вона бере справу у свої руки. |   |                                            |                  |                                    |                   |
| 82 | 6 | «Одне серце» «One Heart»                   | Сара Вейн Келліс | Ейпріл Фітцсіммонс, Девід Рено     | 15 листопада 2021 |
| Коли Алекс усвідомлює, що пересадка серця іншого пацієнта може врятувати життя дитини, команда постає перед складним вибором.                          |   |                                            |                  |                                    |                   |
| 83 | 7 | «Термін придатності сплив» «Expired»       | Майк Лісто       | Джим Адлер, Марк Роузман           | 22 листопада 2021 |
| Аарон намагається примиритися зі своїм минулим. Шон сягає критичної точки через трагедію, якій можна було завадити.                                    |   |                                            |                  |                                    |                   |